# Cydosia submutata
Cydosia submutata är en fjärilsart som beskrevs av Walker 1866. Cydosia submutata ingår i släktet Cydosia och familjen nattflyn. Inga underarter finns listade i Catalogue of Life.